# Diplocolenus monticola
Diplocolenus monticola är en insektsart som beskrevs av Rauno E. Linnavuori 1959. Diplocolenus monticola ingår i släktet Diplocolenus och familjen dvärgstritar. Inga underarter finns listade i Catalogue of Life.